# Onithochiton maillardi
Onithochiton maillardi är en blötdjursart som beskrevs av Gérard Paul Deshayes 1863. Onithochiton maillardi ingår i släktet Onithochiton och familjen Chitonidae. Inga underarter finns listade i Catalogue of Life.